# Andy Grammer
Pour les articles homonymes, voir Grammer (homonymie).
Andrew Charles « Andy » Grammer, né le 3 décembre 1983 à Los Angeles, est un chanteur, compositeur et producteur américain.

## Biographie

### Carrière
Son premier album, Andy Grammer, est sorti en 2011 avec les singles Keep Your Head Up et Fine by Me. Son deuxième album Magazines or Novels est sorti en 2014, avec les singles Back Home et Honey, I'm Good.
Le 21 février, 2019, il réalise un nouveau single, "Don't Give Up On Me", de la bande originale du film À deux mètres de toi (Five Feet Apart). Il fait partie du quatrième album studio, Naive (en), publié par S-Curve Records le 26 juillet 2019.

## Discographie
- Andy Grammer (en) (2011)
- Magazines or Novels (en) (2014)
- The Good Parts (en) (2017)
- Naive (en) (2019)